# Barbados nos Jogos Olímpicos de Verão de 2004
Barbados competiu nos Jogos Olímpicos de Verão de 2004, em Atenas, na Grécia.